# Сулейманов Рустем Саліхович
Сулейманов Рустем Саліхович (5 жовтня 1977, Стерлітамак — 19 липня 2025, Санкт-Петербург) — художній керівник і головний диригент Національного симфонічного оркестру Республіки Башкортостан (2011—2014). Володар премії імені Шайхзади Бабича.

## Життєпис
Народився 1977 року в Стерлітамаку в родині музикантів. Навчався грі на скрипці в ліцеї Уфи для обдарованих дітей. З дитячих років брав участь у музичних конкурсах, де неодноразово ставав лауреатом, є стипендіатом російської програми «Нові імена» (Москва, 1991), двічі стипендіат республіканського відділення цієї програми, стипендіат Президента Республіки Башкортостан (1994).
У 1995—2000 рр. студент Уфимського Державного інституту мистецтв (клас професора, Заслуженого діяча мистецтв Республіки Башкортостан А. А. Шисмана, скрипка)
Лауреат Всеукраїнського конкурсу камерних ансамблів (дует скрипка-фортепіано, 1999 р.) Лауреат Всеросійського конкурсу виконавців імені Сабітова (скрипка, 2000 р.)
За цільовим направленням Міністерства культури Республіки Башкортостан у 1999—2004 — продовжив освіту в Санкт-Петербурзькій консерваторії імені М. Римського-Корсакова, на кафедрі оперно-симфонічного диригування в класі професора, Народного артиста Росії — Р. Е. Мартинова.
У 2001—2005 рр. артист Заслуженого колективу Росії Академічного симфонічного оркестру Санкт-Петербурзької Державної філармонії під керівництвом Ю.Темирканова.
В період навчання брав участь на міжнародних майстер-курсах по оперного і симфонічному диригуванню у професора, Народного артиста СРСР Ю. І. Симонова (2002 р.,2004 р.), а також у професора, Народного артиста РРФСР А. С. Каца (2003 р.).
У 2004 році диригував оперу П. І. Чайковського «Євгеній Онєгін» в Оперній студії Санкт — Петербурзької Державної консерваторії.
У 2004—2008 рр. — запрошений диригент Національного Симфонічного Оркестру Республіки Башкортостан.
Учасник Міжнародних фестивалів академічної та симфонічної, хорової музики, співпрацює з Симфонічними оркестрами Росії і з Камерними колективами РФ, Німеччини та Італії.
У 2004 році по завершенні навчання в Петербурзі повернувся в рідну Уфу як диригент (Положення за контрактом на навчання з Міністерством культури Башкирії) в Національний симфонічний оркестр Республіки Башкортостан. Разом з цим оркестром виступив на основних концертних майданчиках Республіки, підготував і провів з оркестром понад 300 вечірніх академічних концертів, понад 820 виступів для дітей та юнацтва, створив велику кількість музичних абонементів і симфонічних казок, які прослухала дитяча аудиторія всіх вікових груп у містах Республіки.
Записав у співпраці з НСТ РБ твори башкирських авторів, серед них: З. Ісмагілов, Л. Ісмагілова, А. Березовський, Р. Сабітов, А. Хасаншин, С. Сальманов та ін.
Рустем Сулейманов брав участь з цим колективом на міжнародних фестивалях.
Оркестром і диригентом проведені провідні музичні конкурси в Уфі: імені Нарімана Сабітова і Загіра Ісмагілова, які виявили нову яскраву плеяду молодих виконавців.
Є першим виконавцем багатьох творів композиторів, які успішно працюють в Башкортостані.
З успіхом провів фестивалі Спілки композиторів Республіки Башкортостан (Уфа, з 2004 по 2010 рр.).
Період співпраці зі Студентським симфонічним оркестром УДАІ та змішаним хором УДАІ ознаменував цікаві проекти в стінах Академії; гідно та на високому творчому рівні проведено — Ювілей професора Шисмана А. А., Ювілей 40-річчя Академії, і Концерт пам'яті засновника навчального закладу — З. Г. Ісмагілова.
У 2009 році запрошений на посаду Головного диригента в Башкирський Державний театр Опери та Балету (м. Уфа), де диригував основними виставами з репертуару театру: «Салават Юлаєв» З. Ісмагілова, «Аїда», «Ріголетто» і «Травіата» Дж. Верді, «Іоланта» і «Євгеній Онєгін» П. Чайковського, «Дон Жуан» і «Чарівна флейта» В. А. Моцарта, «Снігуронька» М. Римського-Корсакова, «Кармен» Ж. Бізе, «Чіо-чіо-сан» Дж. Пуччіні, «Князь Ігор» А. Бородіна та ін.
Підготував і виконав за сезон 2009—2010 рр. Гала-концерти, Нуреєвський фестиваль балету (щорічний), оперний фестиваль імені Шаляпіна (щорічний), де найбільш крупно була представлена оперна трупа, балетна трупа, хор; з успіхом проведено ювілеї Головного хормейстера театру Е. Гайфулліної, ювілеї В. Газієва, Я. Абдульманова та ін. А також — авторський проект «Різдвяні концерти», де вперше в Уфі були виконані «Магніфікат» і клавірні концерт (ре-мінор) Й. С. Баха, також ряд урядових заходів за участю солістів, хору і оркестру, таких як «Дні культури Республіки Башкортостан в Москві» в квітні 2012 р., де був Музичним керівником урочистого гала-концерту.
Привертає на свої стаціонарні та авторські концерт-проекти виконавців, солістів, співаків, режисерів, художників міста Уфи і інших регіонів Росії.
У грудні 2011 р. отримав запрошення очолити Національний Симфонічний Оркестр Республіки Башкортостан. З січня 2012 р. — художній керівник і головний диригент цього оркестру.
На основі вищезазначеного колективу відновив діяльність Камерного оркестру «Башкирія» (лабораторія виконавства старовинної музики, композитори 16-18 століть).

## Нагороди та звання
- Заслужений діяч мистецтв Республіки Башкортостан (2013)
- Премія імені Шайхзади Бабича (2013 — за пропаганду академічної симфонічної музики композиторів Республіки Башкортостан).